# Agalinis itambensis
Agalinis itambensis är en snyltrotsväxtart som beskrevs av V.C.Souza och S.I.Elias. Agalinis itambensis ingår i släktet Agalinis och familjen snyltrotsväxter. Inga underarter finns listade i Catalogue of Life.